# فلودئوکسی گلوکوز (18F)
فلو د اوکسی گلوکوز (۱۸F) (به انگلیسی: Fludeoxyglucose (18F)) با فرمول شیمیایی C6H1118FO5 یک ترکیب شیمیایی است. که جرم مولی آن ۱۸۱٫۱۴۹۵ گرم بر مول می‌باشد. 